# Оттон I (герцог Лотарингии)
Оттон I Верденский (фр. Otton de Verdun; ум. 943) — герцог Лотарингии с 940 года, а также граф Вердена с 923 года, сын графа Вердена Риквина и дочери графа Эно Ангеррана I. Возможно, он происходил из Саксонской династии, что способствовало его возвышению.

## Биография
В 939 году, после гибели восставшего герцога Лотарингии Гизельберта, Оттон был признан герцогом большинством дворянства Лотарингии. Но в 940 году Генрих I Баварский получил от своего брата императора Оттона I герцогство Лотарингию, однако, не сумев добиться своего признания в этом княжестве, поднял неудачное восстание и уже к концу этого года бежал из Лотарингии. Вместо него Оттон Верденский был назначен императором правителем Лотарингии для опеки над Генрихом, единственным сыном погибшего герцога Гизельберта. Подобное назначение можно объяснить саксонскими корнями Оттона. Генрих вскоре умер бездетным. В 942 году его единоутробный брат Фридрих I упомянут с титулом «герцог Лотарингии», однако в действительности герцогом был назначен Оттон I.
Согласно Видукинду Корвейскому и Регино Прюмскому, Оттон умер в 943 году. К кому перешел Верден — неизвестно. Герцогом Лотарингии Оттон назначил в 944 или 945 году Конрада Рыжего, мужа своей дочери.